# Diegodendraceae
Classification APG II (2003)
Famille
Classification APG III (2009)
La famille des Diégodendracées regroupe des plantes dicotylédones ; elle ne comprend qu'un seul genre Diegodendron ne renfermant qu'une seule espèce Diegodendron humbertii.

## Étymologie
Le nom vient du genre Diegodendron (es), composé de Diego donné en 1964 par René Capuron en référence à la ville de Diégo-Suarez (Antsiranana, Madagascar), localité où cette plante est endémique et du grec δενδρο / dendro, arbre.

## Classification
Dans la classification phylogénétique APG II (2003), cette famille est optionnelle, alternativement cette espèce peut être incluse dans les Bixacées.
En classification phylogénétique APG III (2009) cette famille est invalide ; cette espèce est incorporée dans la famille Bixaceae.